# Tri Manunggal
Tri Manunggal is een bestuurslaag in het regentschap Kampar van de provincie Riau, Indonesië. Tri Manunggal telt 2923 inwoners (volkstelling 2010).